# نوبة نشوانية
النوبات النشوانية (بالإنجليزية: Ecstatic seizures) المعروفة أيضًا باسم الصرع النشواني أو صرع دوستويفسكي، هي نوع نادر من أنواع الصرع يتميز بحدوث نوبات تترافق مع هالة شعورية شديدة النشوة أو السعادة العميقة أو البهجة الغامرة. تُصنَّف هذه النوبات من ضمن أنواع الصرع الجزئي. تتضمن الأعراض: شعوراً قوياً بالعاطفة الإيجابية، إحساساً بالراحة الجسدية، زيادة ملحوظة في درجة الوعي والإدراك، بالإضافة إلى الإحساس بتمدد الزمن وأعراض أخرى. غالبًا ما توصف هذه النوبات بأنها تحمل طابعاً روحانياً أو دينياً أو تجلياً صوفياً، وقد اعتبرها بعض المرضى تجربة "تغير الحياة" تغييرًا جذريًا.
يُعتقد أن سبب النوبات النشوانية هو التنشيط الصرعي لمنطقة محددة في الدماغ تُعرف باسم القشرة الجزرية الأمامية الظهرية كما أن التحفيز الكهربائي لهذه المنطقة الدماغية يمكن أن يؤدي إلى استحضار مصطنع لهذه النوبات. تشير بعض النظريات إلى أن النوبات النشوانية الناتجة عن تنشيط القشرة الجزرية قد تكون ناتجة عن توقف مؤقت في معالجة أخطاء التوقع المرتبطة بعدم اليقين والمشاعر السلبية، وقد رُبِط بين النوبات النشوانية وبين تجارب إيجابية شديدة التأثير أو حالات شعورية صوفية مشابهة، مثل تلك التي تحدث عند استخدام بعض العقاقير النفسية كالإمفيتامينات المسببة للنشوة أو المواد المهلوسة، وكذلك في لحظات الاستمتاع العميق بالموسيقى أو أثناء حالات التأمل العميق.
كان الروائي الروسي فيودور دوستويفسكي، والذي كان مصاباً بالصرع وتعرض لهذه النوبات النشوانية، أول من وصف هذه الحالة في كتاباته خلال منتصف وأواخر القرن التاسع عشر. أما أولى الحالات الطبية المسجلة للنوبات النشوانية فقد نُشِرت في الأدبيات الطبية خلال أواخر القرن التاسع عشر وبدايات القرن العشرين. وحتى عام 2023، وُثِّق حوالي خمسين حالة نوبات نشوانية في الدراسات الطبية. وقد عُرف دور القشرة الجزرية الأمامية في النوبات النشوانية للمرة الأولى عام 2009، كما حُفِّزت لأول مرة هذه المشاعر تحفيزًا مصطنعًا عبر تنبيه تلك المنطقة الدماغية عام 2013. يُعتقد أن بعض الشخصيات الدينية التاريخية البارزة، مثل القديس بولس الطرسوسي وجان دارك، ربما كانوا يعانون من هذه النوبات.

## أعراض
تتضمن الأعراض بدرجات متفاوتة مشاعر زيادة الوعي بالذات، وضوح التفكير، الشعور باليقين، والإحساس بحالة "الوحدة مع كل ما هو موجود" (بما في ذلك البيئة المحيطة)، شعوراً إيجابياً شديد القوة، إحساساً عميقاً بالسكينة أو النشوة، تجارب صوفية أو روحانية أو دينية، إحساساً بالراحة الجسدية، شعوراً بما يُعرف بـ"الواقع الفائق"، وتمدد الإحساس بالزمن، إلى جانب أعراض أخرى كما استُخدم مصطلح "المحيطي" لوصف هذه التجارب للدلالة على شعور الاندماج الكامل مع كل ما يحيط بالإنسان، ويشمل الشعور بالراحة الجسدية في هذه الحالة شعوراً بتيار دافئ يصعد من القدمين حتى الرأس، أو إحساساً بأن الجسد مغطى بقماش ناعم يشبه المخمل. 
المعايير الأساسية التي تُعرّف النوبات النشوانية تتضمن ما يلي:
- شعور قوي بالعاطفة الإيجابية (النشوة).
- إحساس واضح بالراحة الجسدية.
- ارتفاع مستوى الوعي الذاتي أو زيادة وضوح الإدراك للعالم الخارجي (الصفاء الذهني).

ويبدو أن هذه الحالة ترتبط في جوهرها أكثر بغياب الشك وعدم اليقين، أكثر من ارتباطها بمشاعر السعادة الشديدة كعامل رئيسي، وقد قورنت النوبات النشوانية بالإحساس بالنشوة أثناء الاستمتاع بالموسيقى أو عند بلوغ الذروة الجنسية، بل وصفها البعض بأنها أفضل بكثير من العلاقة الجنسية، كما وُصفت هذه النوبات بأنها لحظات قادرة على تغيير حياة الإنسان بشكل جذري؛ إذ أشار بعض الأشخاص إلى أن التجربة أزالت عنهم الخوف من الموت، وأدت في حالات أخرى إلى تحول البعض من الإلحاد إلى الإيمان الديني. من ناحية أخرى، وُثِّقت حالات تباينت فيها المشاعر خلال النوبة الواحدة بين النشوة والمتعة وبين مشاعر غير سارة مثل القلق.
وقد وصف صديق الروائي الروسي فيودور دوستويفسكي، ويدعى نيكولاي ستراخوف، شعور دوستويفسكي خلال الهالات النشوانية في إحدى كتاباته قائلاً:
«لبضع لحظات قصيرة، أشعر برضا لا يمكن تخيله في الظروف العادية، ولا يستطيع فهمه إلا من مر بهذه التجربة. في تلك اللحظات، أكون في حالة انسجام تام مع نفسي ومع الكون كله. يكون الإدراك في غاية الصفاء والبهجة لدرجة أن الإنسان قد يضحي بعشر سنوات من عمره، وربما بكل حياته، مقابل بضع ثوانٍ من هذه النشوة.»
وبوجه عام، تستمر الهالات المرتبطة بالنوبات الصرعية لفترة تتراوح بين عدة ثوانٍ وحتى 20 إلى 30 ثانية في المعتاد، وقد تمتد كحد أقصى إلى نحو دقيقتين أو ثلاث دقائق. بعد ذلك، قد تتطور النوبة إلى فقدان الوعي أو تتحول إلى نوبة توترية رمعية من النوع التوتري الارتجاجي، وقد لا يحدث ذلك، وعلى عكس الهالات النشوانية التي تصاحب هذا النوع من النوبات، فإن معظم هالات النوبات الصرعية الأخرى تكون غير سارة، وغالباً ما تتضمن مشاعر القلق والخوف بنسبة تصل إلى 60%، إضافة إلى الاكتئاب، بينما الإحساس الإيجابي يُعد أمراً نادراً نسبياً في أنواع النوبات الأخرى، وهناك بعض أوجه التشابه والتداخل بين الصرع النشواني ومتلازمة جشوند (والتي تظهر في حوالي 7% من حالات الصرع الفص الصدغي)، وكذلك مع الصرع المصحوب بالنشوة الجنسية، وبعض الأنواع الأخرى من الصرع.
غالباً ما يُبدي الأشخاص الذين يعانون من نوبات نشوانية أو ممتعة رغبة شديدة في إطالة مدة الهالة، وقد سُجِّلت حالات حاول فيها المرضى عن عمد تأخير انتهاء النوبة، وقد وُثِّقت حالة لمريض رفض في البداية الخضوع لقطع قطعي لورم دماغي كان يتسبب له في هذه النوبات، بسبب استمتاعه بالتجربة. كما يُلاحظ شيوع عدم الالتزام بالعلاج بمضادات الصرع بين هؤلاء المرضى، حيث أقر بعضهم بتقليل جرعات الدواء عمداً في محاولة لتحقيق توازن يسمح بحدوث الهالات النشوانية دون تطور النوبة إلى نوبة صرعية كاملة، إلا أن هذا التوازن ثبت صعوبة تحقيقه وغالباً ما يفشل، وسُجِّلت حالات لمرضى صرع يقومون عمداً بتحفيز النوبات النشوانية أو الممتعة عبر تعريض أنفسهم لمثيرات معروفة بقدرتها على إحداث النشاط الصرعي، مثل مشاهدة الشاشات الوامضة أو التلفاز ذي الإضاءة المتقطعة كما أُبلِغ عن حالات كان الشعور بالعاطفة الإيجابية نفسه هو العامل المحفز لحدوث النوبة النشوانية لدى بعض الأشخاص.

## أسباب
المنطقة الأساسية في الدماغ التي يُعتقد أنها المسؤولة عن توليد النوبات النشوانية هي الجزء العلوي الأمامي من قشرة الجزيرة الدماغية. ويُعتقد أن مشاعر النشوة تنتج عن فرط نشاط هذه المنطقة أثناء النوبة، وفي كثير من الحالات، يكون السبب الرئيسي للصرع هو وجود أورام دماغية مولدة للصرع.
أظهرت دراسات التصوير الدماغي أن هناك تنشيطاً ملحوظاً للجزء الأمامي من قشرة الجزيرة الدماغية أثناء النوبات النشوانية. بالإضافة إلى ذلك، سُجِّلت العديد من الحالات التي حُفِّزت فيها نوبات نشوانية متكررة تشبه تلك التي تحدث تلقائياً أثناء تقييم ما قبل الجراحة عن طريق التنبيه الكهربائي المباشر للجزء العلوي الأمامي من قشرة الجزيرة الدماغية كما أن تحفيز الجزء الأوسط العلوي الأيمن من قشرة الجزيرة أدى إلى الإحساس الواضح بتمدد الوقت، وسُجِّلت أيضاً حالات حُفِّزت فيها مناطق دماغية أخرى مثل: التلفيف الصدغي السفلي، القطب الصدغي، اللوزة الدماغية اليسرى، التلفيف الجبهي السفلي، القشرة الحزامية الأمامية، ومنطقة المحرك الإضافية؛ وقد أنتج ذلك مشاعر نشوة أو إحساساً بالمتعة، إلا أن التجارب التي تشبه النشوة الفعلية المرتبطة بالنوبات النشوانية لم تُوصَف مع هذه المناطق بالتحديد، أما تحفيز اللوزة الدماغية اليمنى والحُصين فقد ارتبط بإنتاج مشاعر سلبية للغاية، ويُعتقد أن النوبات النشوانية تتطلب تنشيطاً واسع النطاق للجزء الأمامي من قشرة الجزيرة الدمماغية، وهو ما قد يُفسر ندرة الحالات المسجلة التي اُستحضِر فيها هذه النوبات عبر التحفيز الكهربائي المباشر.
تُشير نظرية "الترميز التنبؤي" إلى أن الدماغ يعمل كجهاز تنبؤ؛ إذ يقوم بشكل دائم بوضع نماذج للبيئة المحيطة وتحديثها، ويهدف إلى تقليل الأخطاء في التنبؤ (أي الفجوة بين التوقعات والنموذج الداخلي وبين الواقع الفعلي) والحد من عدم اليقين، وذلك لتجنب المفاجآت وتقليل استهلاك الطاقة. غالباً ما تُختبر أخطاء التنبؤ على أنها مشاعر مزعجة ومهددة، ويمكن أن تؤدي إلى شعور بعدم اليقين وعدم الارتياح، وقد طُرحت فرضية مفادها أن النوبات النشوانية، بما في ذلك مشاعر اليقين والوضوح والثقة والراحة النفسية والسكينة والسلام الداخلي، قد تنتج عن توقف مؤقت في توليد أخطاء التنبؤ الداخلية، وكذلك غياب المشاعر السلبية المرتبطة بها، وهذا يؤدي بدوره إلى الوصول لحالة مستقرة "مثالية" دون أي غموض أو شك، حيث يشعر الإنسان وكأنه يمتلك "تنبؤاً مثالياً للعالم"، وهو ما يرتبط بظهور مشاعر إيجابية مكثفة. ويُعتبر ما يُعرف بلحظات "آها!" أو "وجدتها!" مثالاً طبيعياً وأقل حدة على هذه الحالة، وهي لحظات الفهم المفاجئ لمشكلة كانت تبدو مستعصية، وتكون مصحوبة بشعور بالفرح والبهجة والرضا — مثل اكتشاف سبب خطأ برمجي معقد في كود حاسوبي. أما زيادة الوعي الذاتي وتمدد الإحساس بالزمن أثناء النوبات النشوانية، فقد فُسرت بأنها نتيجة للطبيعة القوية والمميزة لهذه التجارب.
من الجدير بالذكر وجود كثافة عالية لمستقبلات الأسيتيل كولين النيكوتينية في الجزء العلوي الأمامي من قشرة الجزيرة الدماغية، وهو ما أثار تساؤلات حول دور هذا الناقل العصبي في عملية التنبؤ العاطفي والمعرفي وكذلك في التجربة الذاتية للنوبات النشوانية.
رُبِطت النوبات النشوانية بالتجارب الذاتية الناتجة عن تعاطي بعض المواد المؤثرة على الحالة النفسية، مثل المنشطات المسببة للنشوة والمحفزات الحسية العاطفية مثل: الأمفيتامينات، الكوكايين، وثنائي ميثيل ميثيلين دي أكسيد أمفيتامين (المعروف شعبياً بإسم "إكستاسي")، وأيضاً المواد المهلوسة ذات الأصل النباتي مثل: الأياهواسكا (مركب ثنائي ميثيل تريبتامين)، فطر بسيليوسيب، ونبات البيوتي الذي يحتوي على مركب الميزكالين، وقد تظهر الحالات التي تثيرها هذه المواد تشابهاً مع تجارب النشوة التي تحدث أثناء النوبات النشوانية، فعلى سبيل المثال، وصف ألكسندر شولغين، مكتشف التأثيرات النفسية لمركب "إكستاسي"، تجربته الأولى مع هذه المادة قائلاً: "أشعر أنني نظيف تماماً من الداخل، ولا يوجد شيء سوى النشوة الخالصة. لم أشعر بمثل هذه الروعة من قبل ولم أكن أتصور أن هذا ممكن. تغمرني روعة التجربة". يُعتقد أن تنشيط الجزء الأمامي من قشرة الجزيرة الدماغية قد يكون مسؤولاً أيضاً عن المشاعر الإيجابية التي تثيرها هذه المواد، بطريقة مشابهة لتلك التي تحدث في النوبات النشوانية، ورغم هذا التشابه، فقد وصف بعض الأشخاص التجربة الناتجة عن النوبات النشوانية بأنها تتجاوز أي شعور يمكن تحقيقه بواسطة أي مادة كيميائية.
يُحتمل أن تكون أسباب النوبات النشوانية متداخلة مع تجارب النشوة أو التجارب الروحية غير المرتبطة بالصرع أو بتعاطي العقاقير، وقد أظهرت دراسات التصوير العصبي تنشيط قشرة الجزيرة الدماغية في حالات الحب الأمومي والرومانسي، وكذلك أثناء لحظات الموسيقى الساحرة والمذهلة وأثناء حالات التأمل العميق.
إضافة إلى قشرة الجزيرة الدماغية، فقد لوحظ أن نظام المكافأة العصبي، الذي يشمل المنطقة السقيفية البطنية وجهاز العقد القاعدية (خصوصاً النواة المتكئة)، يُنشَط أثناء اللحظات الموسيقية العاطفية.
وتوجد أوجه تشابه واضحة بين الهالات النشوانية وحالات التأمل العميق.
كما وُجد أن الأشخاص المتمرسين في التأمل — أولئك الذين مارسوا التأمل لأكثر من عشرة آلاف ساعة — يظهرون زيادة في نشاط الجزء الأمامي العلوي من قشرة الجزيرة الدماغية، وهو ما يرتبط بزيادة قوة وتأثير تجارب التأمل المبلغ عنها ذاتياً.
وقد لُوحظ أيضاً وجود زيادة في المادة الرمادية، وسمك أكبر في القشرة الدماغية، وتعقيد أكبر في طيات الجزء الأمامي من قشرة الجزيرة الدماغية عند المتأملين مقارنة بغير المتأملين.
وقد لوحظ أيضاً ارتباط إيجابي بين عدد سنوات ممارسة التأمل وبين زيادة التعقيد البنيوي لطيات قشرة الجزيرة الدماغية.
وبالإضافة إلى ذلك، وُثِّقت حالات لأشخاص مروا بتجارب نشوة أو تجارب روحية مماثلة للهالات النشوانية، حدثت لهم بشكل طبيعي وعفوي خارج أي سياق ديني أو تأملي، وغالباً ما كانت تجربة واحدة في حياتهم. وقد أُطلق على هذه الحالات وصف "تجارب اليقظة الروحية".
ومن المهم الإشارة إلى أن الحالة الذهنية أثناء النوبات النشوانية تختلف بشكل ملحوظ عن تلك المرتبطة باضطرابات نفسية عصبية مثل: اضطرابات القلق، الاكتئاب، واضطراب الوسواس القهري، حيث يعاني المرضى عادة من عدم تحمل عدم اليقين أو الغموض، ومن توقع مفرط للمثيرات السلبية، إضافة إلى شعور ذاتي بالشك (بعكس مشاعر اليقين التي تميز النوبات النشوانية)، وسلوكيات التجنب المصاحبة.
وقد رُبِطت بعض هذه الحالات بزيادة نشاط الجزء الأمامي العلوي من قشرة الجزيرة الدماغية.
وقد تساهم دراسة النوبات النشوانية في تقديم فهم أعمق وربما في تطوير طرق علاجية جديدة للاضطرابات النفسية العصبية.
وفي هذا السياق، طُرح اقتراح باعتبار الجزء الأمامي العلوي من قشرة الجزيرة الدماغية هدفاً علاجياً محتملاً لعلاج الاضطرابات النفسية العصبية مثل الاكتئاب الشديد، باستخدام تقنيات التنبيه الدماغي غير الجراحي المتقطع.
وقد يُشكل ذلك بديلاً عن مجال العلاج النفسي القائم على المواد المهلوسة، بناءً على الفرضية التي تشير إلى أن التجارب الروحية العابرة قد تؤدي إلى فوائد علاجية نفسية طويلة الأمد.

## تاريخ
وُصِفت النوبات النشوانية لأول مرة في الأدبيات الطبية بواسطة الكاتب الروسي الشهير فيودور دوستويفسكي خلال القرن التاسع عشر، حيث كان يعاني من الصرع وذكر وصف هذه النوبات في أعماله الأدبية مثل رواية "الأبله" عام 1869 ورواية "الشياطين" عام 1872.
أما في الأدبيات الطبية، فقد سُجِّلت أول حالات نوبات النشوة بشكل موجز بواسطة الطبيب ويليام سبارتلينج وآخرين في أواخر القرن التاسع عشر وبداية القرن العشرين. ثم تتابعت نشر تقارير إضافية حول هذه الحالات خلال خمسينيات القرن العشرين وما بعدها.
وقد صاغ عالم النفس جيمس ه. لوبا مصطلح "نوبات النشوة" لوصف هذه الظاهرة تحديدًا. وزادت المعرفة والاهتمام بهذه النوبات بعد نشر ورقة بحثية عن صرع دوستويفسكي قدمها طبيب الأعصاب الفرنسي هنري جاستو عام 1978.
في البداية، كان هناك إنكار لوجود نوبات النشوة من قبل عدد من أطباء الأعصاب المعروفين، ومن بينهم جاستو نفسه وآخرون، ويُعزى ذلك لضعف التوثيق للحالات، وهو أمر مرتبط بأن المصابين غالبًا ما يمتنعون عن التحدث حول تجاربهم الشخصية بسبب صعوبة وصف تلك المشاعر بالكلمات، أو بسبب طبيعتها غير المألوفة التي قد تُفسَّر خطأ على أنها اضطرابات نفسية، بالإضافة إلى خشيتهم من أن يُساء فهم حالتهم أو يتم الحكم عليهم باعتبارهم مصابين بأمراض عقلية.
يُذكر أن القدرة على وصف هذه النوبات تعتمد بدرجة كبيرة على مستوى ذكاء المريض، وعمق تفكيره الذاتي، وقدرته اللغوية على التعبير عن المشاعر المعقدة.
وبحلول عام 2016، وُثِّق 52 حالة نوبات نشوة في الأدبيات الطبية، وعادة ما كانت هذه الحالات تُنشر كدراسات حالة فردية، مع وجود أوصاف دقيقة لتجارب المرضى أثناء النوبات في بعض الأبحاث العلمية.
ويُعتقد أن نسبة انتشار نوبات النشوة أقل من الواقع بكثير، ويرجع ذلك جزئيًا إلى امتناع المرضى عن الحديث عنها، حتى أنه رُصِد أن نحو 1% من مرضى صرع الفص الصدغي يصفون تجارب دينية أو روحانية خلال نوباتهم، رغم أن هذه التجارب تختلف عن النوبات النشوانية تحديدًا.
وقد حظيت هذه النوبات باهتمام خاص من العالمة السويسرية فابيين بيكار وفريقها البحثي، بدءًا من عام 2009 وحتى الآن، حيث أوضحت دراساتها العلاقة بين النوبات النشوانية ونشاط قشرة الجزيرة الأمامية الظهرية. كما نُشِرت حالات وثقت تحفيز هذه النوبات عن طريق التنبيه الكهربائي المباشر للدماغ في أعوام 2013 و2019 و2022، إلى جانب بعض الحالات غير المنشورة، ليصل إجمالي الحالات المسجلة حتى عام 2023 إلى ست أو سبع حالات سواء في أشخاص مصابين فعلاً بنوبات النشوة الصرعية أو أشخاص آخرين تمت إثارة تلك التجارب لديهم أثناء اختبارات التنبيه الدماغي.

## المجتمع والثقافة

### الشخصيات البارزة
الروائي الروسي الشهير فيودور دوستويفسكي، الذي عاش في القرن التاسع عشر، كان يعاني من الصرع وقد اختبر نوبات النشوة الصرعية بنفسه. لذلك، غالبًا ما يُشار إلى نوبات النشوة بعبارة "صرع دوستويفسكي"، كونه أول وأشهر حالة موثقة لهذه الحالة المرضية.
كان دوستويفسكي يعاني من متوسط نوبة واحدة شهريًا تقريبًا، بدءًا من عمر 20 أو 25 سنة وحتى وفاته عن عمر 59 عامًا، مما يعني أنه تعرض لما يقارب 400 إلى 500 نوبة خلال حياته.
وقد طُرح افتراض علمي بأن بعض الشخصيات الدينية البارزة عبر التاريخ ربما كانوا يعانون من نوبات النشوة الصرعية، ومن بين هذه الشخصيات: القديسة تيريزا الأفيلية، والقديس بولس الرسول، والقديسة جان دارك، والمعلم الروحي رامانا مهارشي.

### الإعلام الشعبي
ظهرت النوبات النشوانية أيضًا في بعض الأعمال السينمائية، ومن أبرز الأمثلة شخصية "كيري" في فيلم جيمس كاميرون "أفاتار 2" (إنتاج عام 2022)، حيث تمر الشخصية بنوبة صرع تؤدي بها إلى حالة من "النشوة الدينية".

## روابط خارجية
- Ecstatic Epilepsy: How Seizures Can Be Bliss - Anil Ananthaswamy - New Scientist (22 January 2014)
- Mindscapes: Transported By Seizures To a Land of Bliss - Anil Ananthaswamy - New Scientist (21 June 2013)
- Dostoyevsky's Dance With Epilepsy: Seizures, Explained - The Brain Docs (19 April 2023)
- Epilepsy & Ecstatic Symptoms | Presentation by Dr. Fabienne Picard, 2019 06 22 - Plum Village - YouTube (22 June 2019)
- MLE Friends webinar: "Epilepsy and Ecstatic Experience" with Dr. Fabienne Picard - Mind & Life Europe - YouTube (25 June 2022)
- Mind On Fire: Exploring Seizures and The Story of Fyodor Dostoevsky - The Brain Docs - YouTube (24 April 2023)